# Souss-Massa Nationalpark
Souss-Massa Nationalpark (Parc National de Souss-Massa) er en 33.800 hektar nationalpark ved den atlantiske kyst i Marokko der blev oprettet i 1991. Den ligger mellem Agadir mod nord og Sidi Ifni mod syd. Oued Sous's flodmunding er parkens nordlige grænse, og Massafloden ligger nær den sydlige ende. 30.000 ha nær Aglou, mod syd er også inkluderet i stedet, fordi det undertiden bruges som fourageringsområde af eremitibis. Området består af afgræsset steppe med klitter, strande og vådområder. Jorden er hovedsageligt sandet med nogle klippefyldte områder.

## Ramsarområde
To separate områder på i alt 1.000 hektar blev i 2005 udpeget til ramsarområde, hovedsageligt for at beskytte det rige fugleliv der omfatter mere en 270 forskellige arter i de varierede naturtyper.

## Fauna
Parkens vigtigste betydning er, at den rummer tre af de fire marokkanske kolonier af eremitibis ( Geronticus eremita). Sammen med det fjerde sted ved Tamri i nærheden rummer det 95% af verdens vilde ynglefugle af denne truede art.  Ibis-kolonierne og rastestederne ligger på kystklipper inden for nationalparken, og kyststierne og markerne bruges som fødeområder. Parken har en natursti ved Oued Souss og et besøgscenter ved Oued Massa.
Massawadien holder vand hele året og har ynglende marmorænder, der er en globalt truet art.  Det er det eneste kendte marokkanske ynglested for sort ibis . De to flodmundinger er vigtige rastepladser for især vadefugle og måger. Skestork og audouinsmåge overvintrer i parken. Andre bemærkelsesværdige ynglefugle er rødhalset natravn , tyknæbbet lærke, berbersanger og diademrødstjert .
Souss-Massa har også projekter omkring fire truede nordafrikanske hovdyr: sabeloryx, addax, damagazelle og dorcasgazelle, der holdes i separate indhegninger i parken. Et program for genindførelsen af den nordafrikanske struds - som er uddød nord for Sahara, er også i gang. 

## Trusler
Parken trues af stigende pres fra den voksende befolkning, og af opførelsen af sommerhytter omkring Aglou. En planlagt stor hoteludvikling, der er planlagt ud til kysten ved Tifnit, et område, der inkluderer vigtige fourageringsområder for eremitibis, er blevet suspenderet. 

## Internationalt samarbejde
Med hensyn til internationalt samarbejde og udvekslinger har Souss-Massa nationalpark modtaget teknisk støtte fra Teide Nationalpark (Tenerife, Spanien).